# أحمد جرار
أحمد جرار إعلامي أردني (مواليد الزرقاء عام 1976)، بكالوريوس برمجة الحاسوب من جامعة الزرقاء، يعمل كمراسل ومنتج أخبار في مكتب قناة الجزيرة الفضائية في الدوحة.

## المسيرة المهنيّة
في حزيران/يونيو 2011 وإبّان ثورات الربيع العربي، تعرَّضت سيارة أحمد جرار – الذي كان يعملُ مراسلًا لقناة الجزيرة في عمان – للتكسير من قِبل مجهولين وذلك أمام منزله في عمان. في حوارٍ صحفيّ لاحق، اعترفَ جرار باعتقاده أن يكون الاعتداء على خلفية تغطية قناة الجزيرة للأحداث التي كانت جاريّة حينها.
ينشطُ أحمد جرار على مواقع التواصل الاجتماعي كما يُشارك في الكثير من الحملات الإعلاميّة وخاصّة تلك التي لها علاقةٌ بالقضيّة الفلسطينيّة على غِرار مشاركته في حملة «اغرس حقا» وكذا حملات أخرى نُظّمت في يوم الأرض الفلسطيني.

## الجوائز
فاز أحمد جرار مراسل فضائية الجزيرة في عمان بالمركز الثالث بمسابقة التصوير الفوتوغرافي التي نفذتها شبكة الجزيرة نفسها بمناسبة الذكرى السادسة عشرة لانطلاقها. في معرض ردّه على هذا الفوز، أكّد جرار أنّ «الجميل في هذا الفوز أنه تم إعلانه بالحفل الذي أقامته الجزيرة في الدوحة بهذه الذكرى بحضور عدد كبير من نجوم الجزيرة وعمالقتها.» الصورة التي فاز عبرها أحمد بأحدِ المراكز كان التقطها في العاصمة الصومالية مقديشو أثناء تغطيته للمجاعة هناك. كُرّم أحمد إلى جانبِ محمد النجار من مكتب عمان والذي كان قد أُصيب اثناء تغطية يوميات الثورة السورية في حلب لموقع الجزيرة نت.

## انتقادات
انتُقد جرار وإعلاميين أردنيين آخرين في قناة الجزيرة على صمتهم حين استضافة الناطق باسم جيش الاحتلال الإسرائيلي على القناة، خاصّة أنّ عددًا من الصحفيين وعلى رأسهم ياسر أبو هلالة مدير القناة حينها كانوا قد عبروا عن انتقادهم لدول الخليج خاصة السعودية والإمارات فيما يخصّ التطبيع.